# Sir William Parker Strait
Sir William Parker Strait är ett sund i Kanada.   Det ligger i territoriet Nunavut, i den norra delen av landet, 3 700 km nordväst om huvudstaden Ottawa.
Trakten runt Sir William Parker Strait är permanent täckt av is och snö. Trakten runt Sir William Parker Strait är nära nog obefolkad, med mindre än två invånare per kvadratkilometer.